# Золотько, Александр Карлович
Алекса́ндр Ка́рлович Золотько́ (род. 27 марта 1963 года, Харьков) — украинский писатель, директор фестиваля «Звёздный Мост» до 2009 года. С 1997 года известен как автор криминальных боевиков. С середины 2000-х годов работает в жанре фантастики и фэнтези.

## Биография
Александр Карлович родился 27 марта 1963 года в Харькове. В 1980 году окончил школу и, не поступив в военное училище, начал работать лаборантом в Харьковском авиационном институте.

### Автобиография[2]
Потом, в армии, хлебнул лиха с такой записью в военном билете. Все были уверены, что лаборант — моет пробирки. То, что за эти семь месяцев между школой и армией я перетащил и обработал несколько тонн железа никого, кроме меня, не волновало. Но работа лаборанта позволила понять, что люди, занимающиеся наукой, наверное, наукой занимаются, в свободное от рутины время. И ещё — что нет у человека большего и требовательнейшего начальника, чем сам этот человек.

В армии, правда, мне попытались объяснить, что такие начальники бывают и вне меня.
После армии поступил на вечернее отделение Харьковского университета, на филфак.

Одновременно с этим работал в школе старшим пионерским вожатым. Упорно продолжал не заниматься литературной деятельностью. Нет, что-то писал, но ОЧЕНЬ не регулярно и СТРАШНО небрежно.
В 1992 году, совершенно неожиданно для себя, стал литературным редактором детской газеты. Вот там пришлось писать и переписывать. Затем ещё несколько харьковских газет, от журналиста через редактора отдела расследований — до заместителя главного редактора. … 

В качестве журналиста впервые попал на фантастический конвент, в Одессу. Познакомился с писателями поближе.

В 1995 году из одного Харьковского издательства получил предложение написать книгу о войне между Украиной и Россией. Через полтора года книга вышла, но не о войне и не фантастическая. К настоящему времени (2005 год) уже имеется двенадцать романов: одиннадцать детективных и один — фантастический.

Плюс две энциклопедии.

К особым достижениям отношу то, что оказался у самой колыбели «Звёздного моста». Можно сказать — в самый момент зачатия. И, естественно, горжусь тем, что работал в оргкомитете директором фестиваля. К сожалению, с 2009 года по ряду причин со «Звёздным мостом» не сотрудничаю.

…

Писать я всё-таки продолжаю.